# Adriano rock
Adriano rock è l'ottavo album in studio di Adriano Celentano pubblicato dall'etichetta discografica Clan Celentano nel 1968.

## Storia
Dopo la rottura con Don Backy e con Detto Mariano, Celentano si rivolge a Nando de Luca, già presente in alcuni brani del disco precedente, per gli arrangiamenti.
Fu il primo album con canzoni del tutto inedite, non come i precedenti che sono essenzialmente delle raccolte di singoli già pubblicati. Lo conferma lo stesso Celentano in una delle 12 pagine del libretto inserito nella copertina apribile del 33 giri originale:
Lo stesso messaggio costituisce anche la breve introduzione recitata al primo brano dell'album.
In realtà il disco Adriano rock contiene numerose cover, tra cui Non ci fate caso, Napoleone, il cowboy e lo zar e L'ora del boogie brani tratti dal repertorio originale di Bill Haley e il suo gruppo The Comets, un mito giovanile di Celentano. I testi in italiano, che quasi sempre si discostano completamente dagli argomenti originali, sono tutti di Luciano Beretta e Miki Del Prete.
Ristampato dal Clan Celentano in stereofonia nel 1971 su LP e nel 1987 su Compact Disc (CDS 6071). Rimasterizzato in analogico su tutti i supporti, musicassetta compresa, nel 1991 (CD 9031 70192-2, LP 9031 70192-1, MC 9031 70192-4) e poi in digitale nel 2012 su CD (3259130004946).
Alla ristampa su CD del 1995 (SP 60802) è stata aggiunta la bonus track Ea, lato B del 45 giri pubblicato nel 1970, che vede come lato principale Chi non lavora non fa l'amore nella versione cantata da Claudia Mori. Si tratta di una cover del brano Heya, scritto e inciso nel 1969 da J. J. Light, pseudonimo di James Michael Stallings. Sempre nel 1970, è stata pubblicata da Celentano anche una versione in lingua tedesca, con titolo Heya e testo di Michael Holm.

## Copertina
La copertina del disco è divisa in due parti: in quella superiore vi sono alcuni disegni colorati con la parola "adriano" in stampatello minuscolo, in basso invece una foto in bianco e nero di Celentano tratta da uno spettacolo televisivo; in mezzo campeggia la parola "ROCK" in stampatello maiuscolo.

## Brani
- L'attore
Canzone autoironica che apre l'album, pubblicata sempre nel 1968 sull'unico singolo estratto (sul lato B La tana del re).[8] Vede la partecipazione, come coautore della musica, di Lorenzo Pilat, all'epoca cantante del Clan con lo pseudonimo Pilade. Unico pezzo del disco ad essere entrato nella memoria collettiva.
- Non ci fate caso
 L'originale, scritto da Charles Calhoun[9] e intitolato Razzle-Dazzle compare in un singolo del 1955 di Bill Haley e il suo gruppo.[10]
- Come farai
Come nell'album precedente, anche in questo è presente una canzone cantata solo dalla moglie dell'artista, Claudia Mori.
- Tutto da mia madre
Cover della canzone Burn That Candle, scritta da Winfield Scott e resa famosa da Bill Haley anche se pubblicata prima dal gruppo The Cues.[11]
- Napoleone, il cowboy e lo zar
Ironico brano sulla guerra, sarà reinciso nel 1991 con un nuovo testo, intitolato L'uomo di Bagdad, il cowboy e lo zar e inserito nell'album Il re degli ignoranti.[12] È la cover di Thirteen Women (And Only One Man in Town), un classico di Bill Haley,[13] re-interpretato anche dal gruppo The Renegades nel 1966.
- Il grande sarto
Riprende le tematiche religiose (il grande sarto è Dio); verrà reincisa l'anno successivo con il titolo La pelle e pubblicata come retro del singolo La storia di Serafino.[14]
- L'ora del Boogie
Altra cover da Bill Haley, tra gli autori originali figurano Johnny Grande e Billy Williamson, rispettivamente pianista e chitarrista della band The Comets, che accompagnava il celebre cantante rock.[15]
- Il filo di Arianna
Brano chiaramente derivato dal singolo Jeannie, Jeannie, Jeannie pubblicato nel 1958 dal cantante rockabilly statunitense Eddie Cochran, con la musica originale di George Motola e il testo della moglie di quest'ultimo June Page.[3]
- Miseria nera
Non può essere considerata una cover, piuttosto una canzone originale ispirata ad un blues tradizionale / canto di lavoro intitolato Sixteen Tons, reso celebre dai Platters con la voce solista di David Lynch. Nella versione italiana il testo affronta il tema della disoccupazione. Celentano, nel 1986, interpreterà una vera cover di questo brano, ma con un testo metaforico completamente diverso,[3] sarà inserita, con il titolo L'ascensore, nell'album I miei americani 2.

## Tracce
Lato A
1. L'attore – 2:56 (testo: Luciano Beretta, Miki Del Prete – musica: Adriano Celentano, Pilade, Nando de Luca)
2. Non ci fate caso (Razzle Dazzle) – 2:31 (testo: Luciano Beretta, Miki Del Prete – musica: Charles Calhoun,[9] Nomen[16])
3. Claudia Mori – Come farai – 2:45 (testo: Vito Pallavicini – musica: Gino Santercole, Nando de Luca)
4. La tana del re – 2:07 (testo: Luciano Beretta, Miki Del Prete – musica: Gino Santercole, Nando de Luca)
5. Tutto da mia madre – 2:38 (testo: Luciano Beretta, Miki Del Prete – musica: Gino Santercole / Winfield Scott[2])

Lato B
1. Napoleone, il cowboy e lo zar (Thirteen Women (And Only One Man in Town)) – 2:45 (testo: Luciano Beretta, Miki Del Prete – musica: Dickie Thompson, Rusty Keefer)
2. Il grande sarto – 3:09 (testo: Luciano Beretta, Miki Del Prete – musica: Gino Santercole, Nando de Luca)
3. L'ora del Boogie (Birth of the Boogie) – 2:11 (testo: Luciano Beretta, Miki Del Prete – musica: Bill Haley, Johnny Grande, Billy Williamson)
4. Il filo di Arianna (Jeannie, Jeannie, Jeannie) – 2:22 (testo: Luciano Beretta, Miki Del Prete – musica: Gino Santercole, Nando de Luca)
5. Miseria nera – 2:21 (testo: Luciano Beretta, Miki Del Prete – musica: Gino Santercole, Nando de Luca)

Bonus track, 1995 - CD (SP 60802)
1. Ea (Heya) – 3:46 (testo: Luciano Beretta, Miki Del Prete – musica: James Michael Stallings) – 1970

Durata totale: 29:31